# Ann Livermore

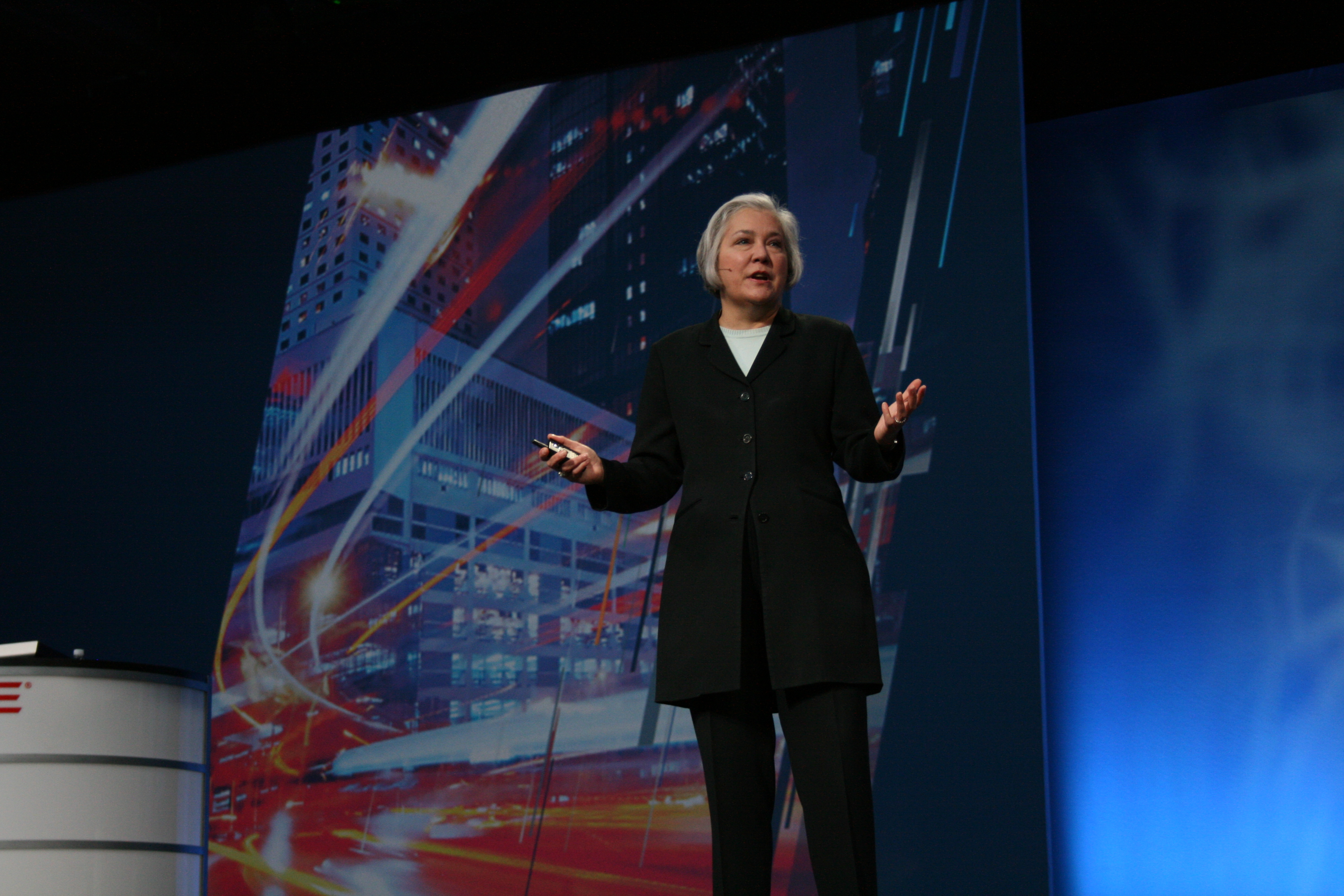
Ann Livermore

Ann Martinelli Livermore (* 23. August 1958 in Greensboro, North Carolina, USA) war Executive Vice President bei Hewlett-Packard (HP) und leitete seit 2004 die HP Enterprise Business unit.

## Ausbildung
Livermore machte ihren Abschluss an der North Carolina High School als Jahrgangsbeste und ist Inhaberin eines Bachelor-Grads in Ökonomie der University of North Carolina at Chapel Hill, an der sie das prestigeträchtige Jim Motley Morehead-Stipendium erhielt. Darüber hinaus erwarb sie 1982 einen MBA an der Stanford University.

## Karriere
Ann Livermore kam 1982 direkt nach ihrer Ausbildung zu HP. Dort arbeitete sie in verschiedenen Positionen im Verkauf, Marketing sowie in der Forschung, bevor sie 1995 zur Vizepräsidentin des Unternehmens gewählt wurde. 1997 wurde sie in den Aufsichtsrat von United Parcel Service gewählt.
Als sie 1998 Leiterin der Abteilung Software and Services bei HP war, entschied die Unternehmensleitung, sich selbst einem 360°-Feedback zu unterziehen. Livermore sagte dazu: "Ich lernte dabei, dass ich eine sehr, sehr gut kontrollierte Führungskraft bin, aber dass meine Mitarbeiter es durchaus mögen, wenn ich ab und zu aus der Haut fahre, also meine menschliche Seite zeige - es bestätigte mir, dass Führen auch bedeutet, die Herzen der Menschen ebenso wie ihren Verstand zu berühren. Seitdem achte ich nicht mehr so sehr darauf, meine Klappe zu halten."
Livermore war sehr erfolgreich damit, HP von dezentralisierten Strukturen und Hardware-Mentalitäten zu lösen und war der führende Kopf hinter der E-Services Strategie von HP. Als der CEO von HP Lewis Platt im März 1999 seinen bevorstehenden Rücktritt ankündigte, bewarb sich Livermore um die Position. Insider sagen, Livermore sei die einzige interne Kandidatin gewesen, aber im Juli 1999 wurde die bisherige Geschäftsführerin von Lucent Technologies, Carly Fiorina, die erste weibliche Geschäftsführerin eines im  Dow Jones gelisteten Unternehmens.
Seit 2004 leitete Livermore die Technology Solutions Group von HP (2009 umbenannt in HP Enterprise Business), die mit mehr als 30 Milliarden US-$ Umsatz für Speichermedien, Server, Software und Dienstleistungen zuständig ist. Die Produkte und Dienstleistungen dieser Geschäftseinheit bedienen die Kunden von HP in über 170 Ländern. Einstmals als teure Fehlinvestition angesehen, gilt der Bereich heute als wesentlicher Bestandteil zukünftigen Wachstums. Livermore wurde erneut als möglicher Kandidat für die Übernahme des CEO-Postens gehandelt, als im Februar 2005 Carly Fiorina ihres Amtes als CEO enthoben wurde. Stattdessen wurde jedoch Mark Hurd von der NCR Corp. ausgewählt, neuer CEO von HP zu werden.

## Auszeichnungen
Livermore wurde in den Magazinen Fortune und Forbes in der jährlichen Rangliste der amerikanischen Frauen in Führungspositionen genannt.

## Persönliches
2005 hatte Livermore eine Nierentransplantation wegen nicht näher bekannt gegebenen Beschwerden.